# Will Wehling
Will Wehling (* 12. Oktober 1928 in Recklinghausen; † 4. Februar 1975) war ein deutscher Filmkritiker und von 1971 bis zu seinem Tod Leiter der Westdeutschen Kurzfilmtage.

## Leben
Wehling wurde am 12. Oktober 1928 in Recklinghausen geboren. Er schrieb als Filmkritiker unter anderem für Die Welt. Ab 1955 arbeitete er als freier Mitarbeiter für die Westdeutschen Kulturfilmtage. Für das  III. Festival 1956 stellte Wehling das tschechische Länderprogramm zusammen. Durch seine Kontakte konnten bisher in Deutschland noch nicht aufgeführte Puppentrickfilmen des tschechischen Regisseurs  Jiří Trnka gezeigt werden. Ein Jahr später fungierte er als Pressesprecher, später auch als Programmdirektor und stellvertretender Leiter der Westdeutschen Kulturfilmtage. Am 1. Juli 1966 trat Wehling in den Dienst der Stadt Oberhausen ein. Nachdem Hilmar Hoffmann im Jahr 1970 Kulturstadtrat in Frankfurt am Main wurde, übernahm er von ihm ab den Westdeutschen Kurzfilmtage 1971 die Leitung des Festivals. Diese Position hatte er bis zu seinem Tod wenige Wochen vor dem Festival 1975 inne.

## Will-Wehling-Gedächtnispreis
Nach seinem plötzlichen Tod vergaben die Mitarbeiter der Kurzfilmtage zweimal den Will-Wehling-Gedächtnispreis. Dieser Preis wurde 1975 an Nedeljko Dragić für Dnevnik sowie A hetedik nap elé von László Sólyom und 1976 an Shūji Terayama für Tale of Labyrinth vergeben.

## Filmografie
- 1969: Der letzte Wurf (Kurzfilm)
- 1974: Hilmar und Will (Kurzfilm)